# متحف الحرب الإمبراطوري دوكسفورد
متحف الحرب الإمبراطوري دوكسفورد (بالإنجليزية: Imperial War Museum Duxford)‏، هو فرع من فروع متحف الحرب الإمبراطوري. يتموقع المتحف وكما يشير له الاسم على مقربة من دوكسفرد الإنجليزية. يتميز هذا المتحف بكونه أكبر متحف طيران في بريطانيا. يضم متحف دوكسفورد أكبر معارض متحف الحرب الإمبراطوري، حيث يتوفر على مجموعة ضخمة مكونة من قرابة ال 200 من المركبات الجوية، المركبات العسكرية والمدفعية بالإضافة إلى سفن بحرية صغيرة، موزعة على سبعة مبان عرض رئيسية. يوفر المتحف كذلك مساحة تخزين للمجموعات الأخرى المكونة من مواد تخص المتحف على غرار الأفلام، الصور الفوتوغرافية، الوثائق، الكتب والتحف. بالإضافة إلى ما سبق يستضيف الموقع أيضا عددا من متاحف الجيش البريطاني، بما في ذلك متحف كتيبة المظليين (القوات المحمولة جوا) وكتيبة المشات الملكية المعروفة اختصارا ب«أر أنغليان» (بالإنجليزية: R ANGLIAN)‏.
 
بالاستناد إلى تاريخ مهبط الطائرات التاريخي لدوكسفورد، فإن هذا الموقع قد أدير في الأصل من قبل سلاح الجو الملكي خلال فترة الحرب العالمية الأولى. هناك العديد من المباني الأصلية في دوكسفورد التي لا تزال قيد الاستخدام، على غرار حظائر الطائرات المستخدمة خلال معركة بريطانيا. العديد من هذه المباني هي ذات أهميه معمارية أو تاريخية خاصة، حيث أن أكثر من ثلاثين منها مصنفة الآن كأبنية مدرجة.

## تاريخ

### متحف الحرب الإمبراطوري
نشأ متحف الحرب الإمبراطوري لأول مرة في سنة 1917 خلال الحرب العالمية الأولى، تحت مسمى هيئة متحف الحرب الوطني، التي شكلتها الحكومة البريطانية بغرض المجهود والتضحية التي قامت بها بريطانيا وإمبراطوريتها. افتتح المتحف في سنة 1920، أين تم تغيير اسمه إلى متحف الحرب الإمبراطوري. مع اندلاع الحرب العالمية الثانية، تم توسيع نطاق صلاحيات المتحف لتشمل كذلك الصراع. بحلول سنة 1953 تم توسيع نطاق صلاحيات المتحف من جديد لتشمل هذه المرة جميع الصراعات الحديثة التي تشارك فيها القوات البريطانية أو الكومنولثية. ساهمت هذه التوسعات بشكل كبير في زيادة مجموعات المتحف، إلى درجة تعذر معها تخزين أو عرض جزء كبير من مجموعة المتحف، ولا سيما تلك التي تضم الطائرات والمركبات والمدفعية. بالرغم من التمديد الذي خضع له في سنة 1966، إلا أنه وبحلول نهاية العقد كان المتحف بحاجة عن مساحة إضافية جديدة.
بعد إعلان وزارة الدفاع عن وجود فائض في محطة سلاح الجو الملكي البريطاني في دوكسفورد سنة 1969 بعد ان كان مكانا نشطا لصالح سلاح الجو الملكي خلال الحرب العالمية الأولى، طلب المتحف منحه الإذن باستخدام جزء من حظائر الطائرات بالمطار كمخزن مؤقت. ليستغل دوكسفورد فيما بعد ثلاثة من الحظائر المزدوجة، التي وفرت كلها أكثر من 9000 متر مربع من المساحة.
في غضون عامين، تمكن المتحف من جلب عشرة من طائرات المتحف إلى دوكسفورد، أين جري العمل على إصلاحها بغرض استعادتها لحالتها الطبيعية من طرف متطوعين من جمعية شرق انجليا للطيران. في الوقت الذي لم تستعد في طائرات المتحف لحالة الطيران، تمكن المتحف وبالتعاون مع المجموعات الخاصة من تنظيم أول معرض جوي له في سنة 1973. عقب ذلك تمكن المتحف أيضا من تنظيم عروض جوية أخرى، على غرار عرض يونيو 1976 الذي استقطب مايعادل ال 45 ألف شخص.
بحلول سنة 1977، قام مجلس مقاطعة كامبريدجشير بشراء المدرج. بالموازات مع ذلك وفر نجاح هذه العروض الجوية مصدرا مهما للإيرادات، فتواصلت خلال ذلك جهود المتطوعين إلى غاية قيام المتحف بطلب النقل الدائم للموقع بأكمله بغرض استخدامه من طرف المتحف. تم استلام الإذن بحلول فبراير 1976، ليصبح معه مدرج دوكسفورد أول محطة خارجية تابعة لمتحف الحرب الإمبراطوريي.
افتتح متحف الحرب الإمبراطوي دوكسفورد في البداية من مارس إلى أكتوبر. خلال موسم 1977 استقبل المتحف زهاء ال 167 ألف زائر، ليرتفع هذا العدد إلى 340 ألفا في العام الموالي (1978). بحلول سنة 1982، استقبل المتحف مليون زائرا،  لكنه سرعان ما حطم هذا الرقم بتدشينه لرقم عشرة ملاين زائل في أغسطس عام 2005.

### مهبط الطائرات دوكسفورد
لطالما كان دوكسفورد مرتبطا بشدة بالطيران العسكري البريطاني منذ سنة 1917، وذلك عندما تم اختيار موقع بالقرب من قرية دوكسفورد، جنوبي كامبردجشاير، كموقع لمهبط طائرات لتدريب للفيلق الجوي الملكي الجديد. أصبح دوكسفورد انطلاقا من عام 1925 مهبطا للطائرات المقاتلة، وهو الدور الذي لعبه إلى غاية نهاية حياته التشغيلية. حيث أنه وبحلول أغسطس 1938 أصبح دكسفورد مقرا للسرب التاسع عشر لسلاح الجو الملكي، أين تم تشغيله كمهبط لطائرات سوبرمارين سبتفاير المقاتلة.
مع اندلاع الحرب في سبتمبر 1939 كان دوكسفورد مقرا لثلاث أسراب تابعة لسلاح الجو الملكي البريطاني، كانت تستغله في الإقلاع والهوبوط أثناء قيامها بدوريات على الساحل.
انطلاقا من يوليو 1940، شهد دوكسفورد عمل كبير خلال معارك بريطانيا، حيث استخدم كمحطة قطاعية لمقاتلات المفرزة الثانية عشر التابعة لقيادة سلاح الجو الملكي البريطاني. ليتحول دوكسفورد في أوج الحرب وبالضبط خلال الفترة الوسطى من الحرب إلى مقر للوحدات متخصصة تابعة لسلاح الجو الملكي ووزارة الأجواء، على جرار خبراء التكتيك والمهندسين في وحدة تطوير القتال الجوي. في أبريل 1942 تم تشكيل أول جناح لطائرات التايفون في دوكسفور.فكان من بين أبرز طياري الجناح الكابتن جون غراندي، الذي تمت ترقيته في وقت لاحق إلى منصب رئيس هيئة الأركان الجوية، بالإضافة إلى توليه منصب رئيس أمناء متحف الحرب الإمبراطوري خلال الفترة الممتدة بين سنتي 1978 إلى 1989.
بحلول مارس 1943 بدأت المجموعة المقاتلة الثامنة والسبعون التابعة للقوات الجوية للجيش الأمريكي (الاسم الذي كان يطلق على سلاح الجو الأمريكي بين عامي 1941 و1947)، بالوصول إلى دوكسفورد صحبة طائراتهم المقاتلة ريبابلیك بي-47 تاندربولت. المجموعة التي أعيد تجهيزها بطائرات نورث أمریکان بي-51 موستانج المقاتلة من ديسمبر 1944 إلى غاية نهاية الحرب في أوروبا، حيث ظلت المجموعة في دوكسفورد، وقامت بدورها كمرافقه لقاذفة القنابل وكمقاتلة مشاركة في الاجتياحات، ومهمات القصف والهجوم البري.
أعيد دكسفورد رسميا إلى سلاح الجو الملكي البريطاني في 1 ديسمبر 1945. حيث بقيت كمحطة للمقاتلات، لكن تغير أولويات الدفاع الذي وقع بحلول سنة 1958، دفع بقوات سلاح الجو الملكي البريطاني إلى التحرك بمقاتلاته نحو قواعد أكثر شمولا. كانت آخر رحلة تشغيلية لمهبط دوكسفورد في يوليو 1961. ولم يعد الموقع قابلا للتشغيل، فأصبح بشكل متزايد مهملا تدريجيا. في سنة 1968 حصل الاستوديو الأمريكي لتصوير الأفلام يونايتد آرتيست على إذن استخدام الموقع لتصوير فيلم معركة بريطانيا. أثناء التصوير، تم هدم المخزن الوحيد للحظيرة، الذي تم بناؤه خلال الحرب العالمية الأولى، بغرض محاكاة الغارة الجوية. بعد أن أعلنت وزارة الدفاع عن نيتها في التخلص من خطط دوكسفورد، قررت استبداله بمشاريع جديدة على غرار خطة لبناء اثنين من المعاهد السجنية للأحداث المجرمين ولكنها لم تنفذ.

## جمعية دوكسفورد للطيران
يتم تشغيل دوكسفورد وقق شراكة تجمع بين متحف الحرب الإمبراطوري، مجلس مقاطعة كامبردجشاير وجمعية دوكسفورد للطيران. هذه الأخيرة هي عبارة عن جمعية خيرية مسجلة تحت رقم 285809، تتوخى تحقيق هدفين؛ لتثقيف الجمهور من خلال جمع وعرض الطائرات التاريخية والمركبات العسكرية والقوارب، ودعم متحف الحرب الإمبراطوري.
تأسست الجمعية في سنة 1975 من طرف أعضاء جمعية الطيران الشرق أنجليانية،  التي تدير
الآن متحف برج باسينبورن في محطة سلاح الجو الملكي باسينغبورن السابقة.
تحافظ جمعية دوكسفورد للطيران على مجموعة الطيران المدني وتحتفظ بها. من بين الطائرات البارزة في هذه المجموعة، نجد طائرة دي هافيلاند كومت التي تعد أول طائرة ركاب نفاثة قامت برحلة عبر المحيط  الأطلسي في 4 أكتوبر 1958، كونكورد جي-إي إكس دي إن 101، وهي طائرة من مرحلة ما قبل دخولها الإنتاج حققت أعلى سرعة مقارنة بأي طائرة كونكورد أخرى، هذه الطائرات التي حطمت كل الأرقاما القياسية عندما قلصت مدة الرحلات الجوية العابرة للمحيط الأطلسي من ساعتين إلى 56 دقيقة فقط.
دعما لأهداف المتحف، يتوفر جناح المركبات العسكرية المعروف باسم «داس» (DAS) على واحدة من أكبر فرق مهندسي استعادة المركبات العسكرية في العالم. يمتلك الجناح بعض المركبات في دوكسفورد ويوفر خدمات استعادة المركبات المكونة لمجموعة المتحف. فريق المهندسين والمتطوعين يعمل بالإضافة لذلك على تشغيل مركبات للتظاهرات المقامى خلال العام. عرضت أعمال الجناح في عدد من القنوات والمجلات ووسائل الإعلام الأخرى، على غرار برنامج «تانك أوفرهول» لقناة ديسكفري، وبرنتمج «جيمس ماي القرن العشرين».
في يناير 1999، قامت الجمعية رفقة المتحف بإحداث نظام العضوية في الجمعية لأصدقاء دوكسفورد. وبحلول سنة 2008، كان لدى جمعية دوكسفورد للطيران ما يقرب من 700 عضو متطوع.

## عروض الجو والطيران
لايزال مهبط دكسفورد نشطا (رمز إياتا: QFO، رمز إيكاو: EGSU)، حيث يحافظ على اثنين من المدارج المتوازية؛ مدرج عشبي غير مرصوف بطول 880 متر، ومدرج خرساني قابل للاستعمال بطول يبلغ 1199 مترا، وكلاهما موجه بالنسبة للبوصلة المغناطيسية ب 060/240 درجة. كان مجلس مقاطعة كامبردجشاير قد اشتراه في الأصل من وزارة الدفاع في سنة 1977. في أكتوبر 2008، تم التوصل إلى اتفاق بين المجلس ومتحف الحرب الإمبراطوري، يتم بموجبه بيع المدارج بالإضافة إلى 146 فدانا (0.59 كم مربع) من الأراضي المعشوشبة المحيطة إلى المتحف بقيمة حوالي 1.6 مليون جنيه استرليني.
دوكسفورد كان قد بدأ في عقد عروض الهواء العادية منذ سنة 1973. دوكسفورد هو موطن للعديد من شركات الطيران الخاصة، مثل كلاسيك وينغز،  ذي فيتر كولكتيون،  شركة أولد فلاينج ماشين  وشركة ترميم الطائرات. من بين تلك الشركات هناك من توفر رحلات ترفيه، أما البعض الآخر فيوفر طائرات تاريخية للأعمال السينمائية أو التلفزيونية، فيما توفر أخرى خدمات ترميم الطائرات. في هذا السياق، لعل من أبرز تلك الطائرات المملوكة للقطاع الخاص والتي يتم تشغلها في دوكسفورد هناك طائرة السالي بي-17، وهي طائرة القلعة الطائرة بي-17 الوحيدة الصالحة للطيران في أوروبا.
تشمل العروض الجویة الرئیسیة التي يتم عقدھا بانتظام في معرض دوکسفورد الجوي، عرض «أساطیر الطيران» (التي تحييها مجموعة المقاتلات في بداية شهر يوليو من كل عام)، الیوم الجویري الأمریكي، الذي یعقد بالاشتراك مع وحدات القوات الجویة الثالثة (جزء من القوات الجوية الأمريكية في أوروبا)، المتمركزة في محطتي لاكنهيث وميلدنهال التابعتين لسلاح الجو الملكي.
يقوم معرض دوكسفورد للطيران عادة بعرض مجموعة واسعة من الطائرات، بدءا من الطائرات الحربية القديمة وصولا إلى الطائرات النفاثة المعاصرة، جنبا إلى جنب مع عروض التحليق البهلوانية المقدمة من طرف فريق الاستعراض الجوي على غرار فريق السهام الحمر. في نفص الوقت يركز عرض أساطیر الطيران على الطائرات التاريخية، وبصفة خاصة تلك التي عاصرت فترة الحرب العالمية الثانية. بحلول سنة 2008، أفادت التقارير أن هذه العروض تنتج حوالي 1.8 مليون جنيه استرليني، في الوقت الذي تسجل فيه خسائر تقدر ب 100 ألف جنيه استرليني نتيجة للظروف الجوية السيئة.
كمطار مدني نشط، تسهر هيئة الطيران المدني للمملكة المتحدة على تنظم كل العمليات في دوكسفورد.
يتوفر مهبط الطائرات دوكسفورد على خدمة حرائق خاصة بها (مكونة حاليا من خمس سيارات، و16 من رجال الإطفاء)، تعمل كجزء من إدارة المطارات والأمن، في البداية خدمة النار من قبل الطواقم الطوعية الذين كانت خدمة الحرائق خذه جزءا من جمعية الطيران دوكسفورد، مع اطفائيي تدريب قادمين من ستانستيد والمطارات المحلية الأخرى، على مدى السنوات القليلة الماضية كانت عملية مختلطة طوعية بدوام كامل.

## مخطط الموقع
عندما تقرر في الأصل بناء مهبط دوكسفورد في سنة 1917، كان من المرتقب أن يحتل مساحة تقدر ب 238 فدان (0.96 كم مربع)، فكان موقعه مقسوما بما يسمى الآن بالطريق إي 505 الذي يمتد نحو الشمال الشرقي من رويستون وصولا إلى نيوماركت. في المنطقة التي تقع شمال الطريق ستشيد مباني سكنية وأخرى إدارية مع مطار، حظائر الطائرات ومباني تقنية على الجانب الجنوبي. لا يزال المتحف مقسما بواسطة الطريق السريع A505، بالإضافة إلى ذلك يحده حاليا من جهة الشرق الطريق السريع إم 11، الذي يلتقي مع إي 505 المتاخم لموقع المتحف عند التقاطع العاشر. إقامة مشروع الطريق السريع إم 11 في سنة 1977، أجبر القائمين على المهبط على تقصير مسار هذا التخير إلى 300 م. فيما يتعلق بدوه الذي يلعبه لصالح المتحف، تحتل الجانب الشمالي للموقع مجموعات متحفية مخزنة تتبع متحف الحرب الإمبراطوري، لا تكون عادة  مفتوحة في وجه الجمهور، في حين تحتل جانه الجنوبي حظائر طائرات مختلفة ومباني تاريخية أخرى، بالإضافة إلى هياكل بنيت لهذا الغرض واثنين من المدارج.
مدخل الزوار على الجانب الجنوبي، الذي يضم حاليا محلا ومرافق للزوار، كان في السابق مستودعا للمطار. المباني المختلفة مرتبة بشكل موازي تقريبا للطريق إي 505؛ المجال الجوي هو ابعد من جهة الشرق، حظائر الطائرات 2 و3 و4 و5 موجهة غربا، ويليها متحف الهواء الأمريكي ثم اللاند وارفار هال. يمتد موقع المتحف على طول حوالي 1800 متر من الطرف إلى الآخر، فيما حافلة الزوار تعمل خلال ساعات العمل.
يتم عرض بعض الطائرات بالإضافة إلى معروضات أخرى خارجيا، على غرار دبابة الكوميت والنسخة الطبق الأصل لطائرة هوكر هوريكان المتمركزة على مستوى المدخل الرئيسي كحارس للبوابة. تقف العديد من الطائرات التجارية التابعة لجمعية دوكسفورد للطيران على موقف الطائرات مقابلة لحظائر الطائرات. غير بعيد يقف صاروخ بلودهوند أرض-جو على موقع حظيرة الطائرات المهدمة. اقحمت في وقت سابق، طائرة من طراز إف-15 إيغل تابعة للقوات الجوية الأمريكية بالقرب من متحف الجو الأمريكي (هي الآن معلق بالداخل). تتمركز دبابة سينتوريون، المركبة التي كانت تدار من طرف فيلق المهندسين الملكي، خارج لاند وارفار هال وجيبرالتار غان،  وهي قطعة مدفعية من 9.2 بوصة تم وضعها في وقت سابق على صخرة جبل طارق. 
باعتباره موقعا تاريخيا، فإن العديد من مباني دوكسفورد تمتلك أهمية معمارية أو تاريخية خاصة. في سنة 2005، وبعد استعراض المواقع المتعلقة بتاريخ الطيران البريطاني من قبل مؤسسة التراث الإنجليزي، صنف ما مجموعه  255 ينتمي إلى 31 موقعا ضمن قائمة الأبنية المدرجة. على خلاف كل المواقع الأخرى، احتوى دكسفورد على أكثر من ثلاثين من هذه المباني،  وهو أكبر عدد يسجل في موقع واحد. من بين هذه المباني المدرجة، شملت القائمة ثلاثة حظائر يعود تاريخها إلى الحرب العالمية الأولى بالإضافة إلى مجمع العمليات، التي حصلت على الدرجة الثانبة* للأبنية المهمة. يضم هذا المجمع المفتوح في وجه الجمهور، غرفة عمليات دوكسفورد التي يعود تاريخها إلى فترة الحرب، أين كانت تتم عمليات توجيه الطائرات. تم في وقت لاحق تحويل مبنى تاريخي آخر، وهو مكتب المراقبة القديم الذي بني في سنة 1918، إلى معرض جديد تحت مسمى دوكسفورد التاريخي. يعرض هذا الأخير، الذي تم افتتاحه في نهاية سنة 2012، تاريخ موقع دوكسفورد وخبرات موظفيه.

## الإيرسبيس

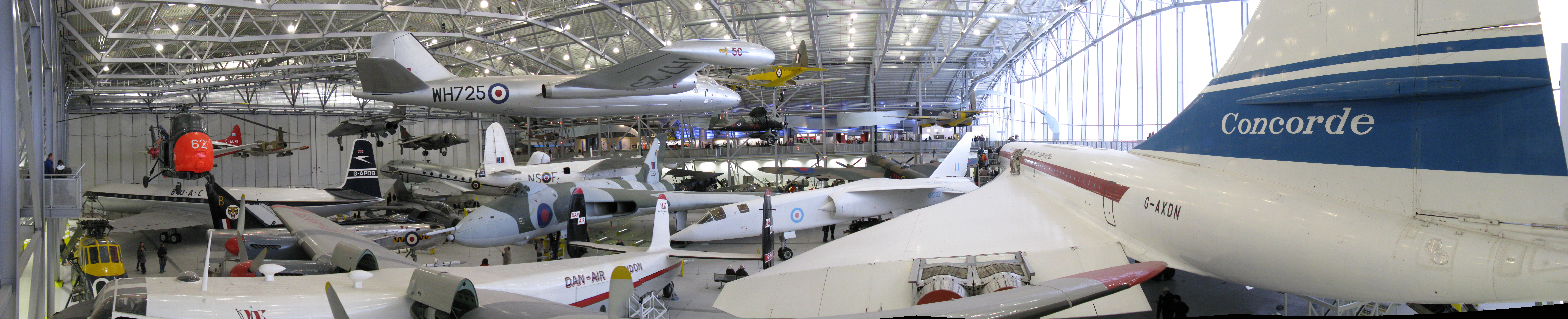
مشهد بانورامي لصالة العرض إيرسبيس.

أعلن دوكسفورد في سنة 2000، عن خطط لإعادة تطوير الحظيرة 1، المعروفة سابقا باسم «سوبرهانغار»، والتي بنيت خلال سنوات الثمانينيات. ستعمل هذه الخطط على توسيع المبنى بنسبة 40 في المائة، بغرض توفير المزيد من مساحات العرض والحفظ، تحسين الظروف الداخلية والتمكين من تغطية مجموعة طائرات المتحف. تمت الموافقة على هذه الخطط في وقت لاحق من تلك السنة. كلف المشروع 25 مليون جنيه استرليني، بدعم من صندوق يانصيب التراث، وكالة تنمية شرق إنجلتراوبي إيه إي سيستمز، التي ساهمت ب 6 ملايين جنيه استرليني. يشمل المبنى الذي سيوفر مساحة 12000 متر مربع  من المساحة، منطقة لحفظ الطائرات، صالة عرض كبيرة، طابق بين الأرضي والأول يوفر نظرة على الطائرات ومرافق تعليمية تفاعلية لاستكشاف المجال الجوي والهندسة الجوية ومبادئ الطيران. افتتحت إيرسبيس رسميا في وجه الجمهور في 12 يوليو 2008. هناك أكثر من 30 طائرة معروضة، يرجع تاريخها إلى فترة الحرب العالمية الأولى. وتشمل أمثلة لطائرات نادرة من إيركو دي إتش 9 (طائرة من أصل ستة طائرات ناجية)  بالإضافة إلى طائرات من نفس الفترة مصممة ومنتجة في مؤسسة الطائرات الملكية. من بين الطائرات الأحدث البارزة، هناك طائرة من طراز هوكر سايدلي هارير التي استعملت من طرف السرب رقم 1 التابع لسلاح الجو الملكي خلال حرب الفوكلاند، بالإضافة إلى طائرة بانافيا تورنادو، التي قامت بأعلى عدد من طلعات القنابل من أي طائرة تورنادو أخرى خلال حرب الخليج لسنة 1991. في معرض الطائرات هذا يمكن إيجاد طائرة فريدة من نوعها من تصنيع شركة الطائرات البريطانية تسمى تي إس أر-2 (بالإنجليزية: TSR-2)‏ وهي واحدة من اثنين فقط باقية بعد إلغاء المشروع في سنة 1965. تشمل المعروضات المضافة أخيرا للمعرض، طائرة يوروفايتر تايفون دي إي 4، تم التبرع بها إلى المتحف من طرف وزارة الدفاع في سنة 2008، لتعرض في يونيو 2009. فيما تشمل الطائرات المدنية المعروضة كلا من الكونكورد والكوميت.

## الجانب الشمالي: تخزين المجموعات
بالاضافه إلى مباني العرض، يتوفر متحف الحرب الإمبراطوري دوكسفورد في جانبه الشمالي (المنطقة الواقعة شمال طريق إي 505)، على أقسام تابعة للمتحف مخصصة للتخزين. من بين المجموعات المخزنة هناك مجموعة فيلمية، مكونة من أفلام النيتروسيليلوز (أفلام ورق الفلاش) خطيرة، يجري الاحتفاظ بها في أقبية بنيت خصيصا لهذا الغرض بالقرب من ايكلتون القريبة. تشمل المجموعات الأخرى المخزنة في الجانب الشمالي لفرع المتحف في دوكسفور، كتبا، خرائط، مطبوعة مؤقتة، صورا فوتوغرافية ووثائق بالإضافة إلى مجموعات مكونة من الزي الرسمي والمعدات.

## روابط خارجية
- الموقع الرسمي لمتحف الحرب الإمبراطوري دوكسفورد
- www.das.org.uk –جمعية دوكسفورد للطيران.